# Фросина Стойковска
Фросина Стойковска (на македонска литературна норма: Фросина Стојковска) е северномакедонска преводачка от испански език, фотографка и писателка на произведения в жанра драма.

## Биография и творчество
Фросина Стойковска е родена през 1986 г. в Скопие, СФР Югославия (днес Република Северна Македония).
Следва македонска и южнославянска филология и испански език и литература въвФилологическия факултет „Блаже Конески“ на Скопския университет Св. св. Кирил и Методий“.
След дипломирането си работи като редактор в издателска къща „Слово љубве“ (Слово на любовта) и като главен редактор на едноименното списание за култура и литература, което се издава на сръбски език. Работила е като главен редактор на студентското списание „Излез“ (Изход). Работила е и като координатор на културния проект „Citybooks“ (Градски книги), в който е участвала и като фотограф и видеохудожник. Прави преводи от и на испански, английски и сръбски език.
Авторка е на сборника с разкази „Од друга страна“ (От друга страна) издаден през 2013 г. Съставител е на антологията с аржентински разкази „Потекло на зборот“ (Потеклото на думата) и е преводач на част от разказите в нея.
Освен работа си на литератор, тя свири на пиано и действа на сцената като член на театралната група „Normal_No“.
Фросина Стойковска живее в Скопие.

## Произведения

### Сборници
- Од друга страна (2013)

### Други
- Нивните разговори (2104) – в списание „Блесок“